# Identidad del palo de hockey
En matemática combinatoria se conoce como Identidad del palo de hockey o Identidad del Calcetín de Navidad a la igualdad:
{\displaystyle \sum _{i=r}^{n}\,{\binom {i}{r}}={\binom {n+1}{r+1}}\quad \forall \,\,n,r\in \mathbb {N} \,\,\And \,\,n\geq r}
o a su imagen equivalente mediante la sustitución {\displaystyle j\to i-r} :
{\displaystyle \sum _{j=0}^{n-r}\,{\binom {j+r}{r}}={\binom {n+1}{n-r}}}

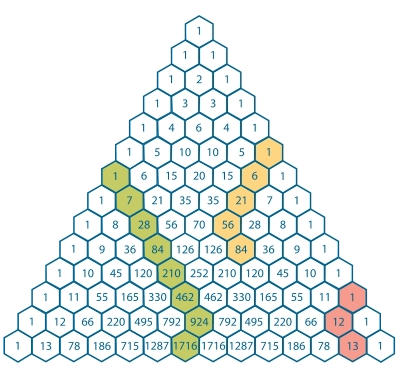
Triángulo de Pascal con filas desde la 0 hasta la 13. En la ilustración se muestran 3 casos de comprobación de la Identidad del palo de hockey.

la cual representa la suma de {\displaystyle n} o {\displaystyle n-r+1} elementos, en la segunda igualdad, de una diagonal del triángulo de Pascal. El nombre de esta igualdad proviene de su representación gráfica sobre dicho triángulo, ya que cuando se resaltan los sumandos y el total, la forma revelada recuerda vagamente a esos objetos.

## Demostraciones
Como paso previo a las demostraciones, hay que recordar la llamada Regla de Pascal que relaciona los elementos de una fila del triángulo de Pascal con los de la fila siguiente:
{\displaystyle {\binom {n}{k}}={\binom {n-1}{k+1}}+{\binom {n-1}{k}}}
O a su equivalente:
{\displaystyle {\binom {n+1}{k+1}}={\binom {n}{k}}+{\binom {n}{k+1}}}

### Inducción matemática
Sea {\displaystyle n=r}
{\displaystyle \sum _{i=r}^{n}{\binom {i}{r}}=\sum _{i=r}^{r}{\binom {i}{r}}=1={\binom {r+1}{r+1}}={\binom {n+1}{r+1}}}
Supongamos que la identidad se cumple para todo número {\displaystyle k\in \mathbb {N} ,\,k\geq r}, por lo que es válido expresar que:
{\displaystyle \sum _{i=r}^{k}\,{\binom {i}{r}}={\binom {k+1}{r+1}}}
Entonces, la igualdad debe cumplirse para el número {\displaystyle k+1}:
{\displaystyle {\begin{aligned}\sum _{i=r}^{k+1}\,{\binom {i}{r}}&=\sum _{i=r}^{k}{\binom {i}{r}}+{\binom {k+1}{r}}\\&={\binom {k+1}{r+1}}+{\binom {k+1}{r}}\\&={\binom {k+2}{r+1}}\\\end{aligned}}}
Por lo que queda demostrada la identidad de manera inductiva.

### Prueba algebraica (I)
Tomemos la identidad básica y usemos la ecuación equivalente de la Identidad de Pascal de manera directa:
{\displaystyle {\begin{aligned}\sum _{t=\color {blue}k}^{n}{\binom {t}{k}}&=\sum _{t=k}^{n}\left[{\binom {t+1}{k+1}}-{\binom {t}{k+1}}\right]\\&=\sum _{t=\color {green}k}^{\color {green}n}{\binom {\color {green}{t+1}}{k+1}}-\sum _{t=k}^{n}{\binom {t}{k+1}}\\&=\sum _{t=\color {green}{k+1}}^{\color {green}{n+1}}{\binom {\color {green}{t}}{k+1}}-\sum _{t=k}^{n}{\binom {t}{k+1}}&&{\text{Cambio de variables}}\\&={\binom {n+1}{k+1}}-\underbrace {\binom {k}{k+1}} _{0}&&{\text{Desarrollo de los sumatorios}}\\&={\binom {n+1}{k+1}}&&{\text{Resultado final}}\end{aligned}}}

### Prueba algebraica (II)
Consideremos la serie geométrica:{\displaystyle S=1+(1+x)+(1+x)^{2}+(1+x)^{3}+\cdots +(1+x)^{n}}
Ya que la razón de esta serie es {\displaystyle (1+x)}, la igualdad anterior se transforma en:
{\displaystyle {\begin{aligned}1+(1+x)+(1+x)^{2}+(1+x)^{3}+\cdots +(1+x)^{n}&={\frac {(1+x)^{n+1}-1}{(1+x)-1}}\\&=\sum _{j=1}^{n+1}{\binom {n+1}{j}}x^{j-1}\end{aligned}}}
Desarrollemos los diferentes binomios a partir de {\displaystyle (1+x)^{k}}:
{\displaystyle {\begin{aligned}(1+x)^{k}&={\binom {k}{0}}+\cdots +{\binom {k}{k}}x^{k}\\(1+x)^{k+1}&={\binom {k+1}{0}}+\cdots +{\binom {k+1}{k}}x^{k}+{\binom {k+1}{k+1}}x^{k+1}\\(1+x)^{k+2}&={\binom {k+2}{0}}+\cdots +{\binom {k+2}{k}}x^{k}+{\binom {k+2}{k+1}}x^{k+1}+{\binom {k+2}{k+2}}x^{k+2}\\\cdots \\(1+x)^{n}&={\binom {n}{0}}+\cdots +{\binom {n}{k}}x^{k}+\cdots +{\binom {n}{n}}x^{n}\end{aligned}}}
Al sumar todos los coeficientes binomiales del término {\displaystyle x^{k}} y sustituir después {\displaystyle j\to k+1} obtenemos:
{\displaystyle {\begin{aligned}[rlr]{\binom {k}{k}}+{\binom {k+1}{k}}+{\binom {k+2}{k}}+\cdots +{\binom {n}{k}}&=&{\binom {n+1}{k+1}}\\\sum _{j=0}^{n-k}{\binom {k+j}{k}}&=&{\binom {n+1}{k+1}}\\\sum _{t=k}^{n}{\binom {t}{k}}&=&{\binom {n+1}{k+1}}&&{\text{Haciendo cambio de variable}}\end{aligned}}}
con lo que queda demostrada la identidad.

### Prueba combinatoria (I)
Imagine que estamos distribuyendo caramelos indistinguibles a niños distinguibles. Mediante una aplicación directa del método de estrellas y barras, existen 
{\displaystyle {\binom {n+k-1}{k-1}}}
formas de distribuirlos. De manera alterna, primero podemos darle {\displaystyle 0\leq i\leq n} caramelos al mayor de los niños, de modo que en esencia, damos {\displaystyle n-i} caramelos a los {\displaystyle k-1} niños restantes.y, nuevamente, mediante doble conteo y el método de las estrellas y barras, nosotros tenemos:
{\displaystyle {\binom {n+k-1}{k-1}}=\sum _{i=0}^{n}{\binom {n+k-2-i}{k-2}}}
lo cual se simplifica al resultado deseado, haciendo un cambio de variable, al tomar {\displaystyle n'=n+k-2} y {\displaystyle r=k-2} y observando que {\displaystyle n'-n=k-2=r}:
{\displaystyle {\binom {n'+1}{r+1}}=\sum _{i=0}^{n}{\binom {n'-i}{r}}=\sum _{i=r}^{n'}{\binom {i}{r}}}

### Prueba combinatoria (II)
Podemos formar un comité de un tamaño de {\displaystyle k+1} personas a partir de un grupo de {\displaystyle n+1} personas en
{\displaystyle {\binom {n+1}{k+1}}}
maneras. Ahora entregamos números como {\displaystyle 1,2,3,\dots ,n-k+1} a {\displaystyle n-k+1} de las {\displaystyle n+1} personas. Podemos dividir esto en {\displaystyle n-k+1} casos inconexos. En general, en el caso de un número {\displaystyle x}, tal que {\displaystyle 1\leqslant x\leqslant n-k+1}, la persona con el número {\displaystyle x} está en el comité y las personas {\displaystyle 1,2,3,\dots ,x-1} no están en dicho comité. Esto se puede hacer de
{\displaystyle {\binom {n-x+1}{k}}}
maneras. Ahora, podemos sumar los valores de estos {\displaystyle n-k+1} casos diferentes, obteniendo:
{\displaystyle {\binom {n+1}{k+1}}={\binom {n}{k}}+{\binom {n-1}{k}}+{\binom {n-2}{k}}+\cdots +{\binom {k+1}{k}}+{\binom {k}{k}}.}
lo que, nuevamente prueba la identidad.